# 리간드 개폐 이온 통로
리간드 개폐 이온 통로(영어: ligand-gated ion channel)는 신경전달물질에 의해 열림이 활성화 되는 이온 통로이다. 대표적으로는 글루타메이트에 의해 열리는 양이온 통로인 글루탐산 수용체와 GABA에 의해 열리는 음이온 통로인 가바 수용체가 있다.

## 같이 보기
- 전압 개폐 이온 통로